# Merle Dixon
Merle Dixon é um personagem fictício da série de televisão The Walking Dead, sendo interpretado por Michael Rooker. Ele é um personagem criado especificamente para a série por Frank Darabont e não está presente na série em quadrinhos de mesmo nome. O personagem foi apresentado na primeira temporada como um caçador hillbilly do sul que tem um irmão mais novo, Daryl. Ele também é o personagem principal do videogame The Walking Dead: Survival Instinct, que conta a história de Merle e seu irmão Daryl nos primeiros eventos do apocalipse zumbi. Ele é misógino e racista, o que causa tensões entre ele e seu grupo de sobreviventes. Após um encontro com o protagonista da série Rick Grimes, Merle desaparece e se junta à comunidade de Woodbury, Geórgia, onde se torna o braço direito do Governador. Ele fica preso no conflito entre o Governador e Rick, especialmente quando ninguém no grupo de Rick o quer no grupo, exceto Daryl.
A introdução do personagem recebeu críticas negativas de críticos profissionais, mas a resposta dos fãs foi positiva. Quando o personagem reaparece na terceira temporada, os críticos começaram a ter visões mais favoráveis a ele. Rooker fez aparições como Merle na primeira e segunda temporadas da série, antes de ser atualizado para regular na terceira temporada, onde perdeu uma quantidade significativa de peso na preparação para o papel. Rooker estava entre os membros do elenco que receberam o Prêmio Satélite de Melhor Elenco em Série de Televisão em 2012.

## Biografia
Merle é o irmão mais velho de Daryl Dixon (Norman Reedus). Sem mãe e pai negligente e abusivo, Merle criou Daryl quando não era encarcerado em detenção juvenil. Embora o período de tempo e a especialidade ocupacional militar não sejam declarados, Merle serviu no Corpo de Fuzileiros Navais dos Estados Unidos, onde em algum momento ele murmurou para um oficial subalterno e posteriormente arrancou cinco de seus dentes. Merle também era um traficante de drogas antes do surto. Quando o surto aconteceu, Merle e Daryl perderam o pai, Will, e o meio-irmão de seu pai, Jess, e seguiram para Atlanta, Geórgia e acabam se juntando a um grupo num acampamento aos arredores da cidade.

#### Primeira Temporada
Merle aparece no episódio "Guts" como um dos sobreviventes que deixou o acampamento para pegar suprimentos em Atlanta com Glenn Rhee (Steven Yeun), Andrea (Laurie Holden), Jacqui (Jeryl Prescott Sales), T-Dog (IronE Singleton) e Morales (Juan Gabriel Pareja). Quando a loja de departamento é cercada por zumbis, Dixon atira com seu rifle em vários deles. T-Dog pede para que ele pare de atirar pois assim ele está atraindo mais zumbis. Após Merle o insultar chamando de “criolo”, T-Dog dá um soco nele e os dois começam a brigar. Mesmo com a intervenção de Rick Grimes (Andrew Lincoln), Morales e Glenn, Merle, apenas com uma mão consegue se desvencilhar de todos e continua violentamente a bater em T-Dog, mostrando a sua vitória e domínio cuspindo nele. Após se auto declarar líder, Rick, no ponto cego de Merle, dá um soco nele e o algema em um cano antes que Dixon possa causar mais algum dano. Ele é vigiado por T-Dog enquanto os outros tentam achar uma maneira para sair da cidade. Quando encontram a saída, T-Dog tenta salvar Dixon mas acidentalmente derruba as chaves da algema em um tubo de ventilação, o forçando assim a abandonar Dixon no telhado. Na fuga, T-Dog tranca a porta de acesso ao telhado com correntes. Ele é deixado para trás enquanto os outros sobreviventes fogem da cidade.
Deixado para trás, ele começa a aceitar o seu destino (rezando, fazendo barganhas, etc) até ele começar a ficar violento novamente, dessa vez com o cano que está algemado. Enquanto os zumbis invadem e chegam até a porta trancada no telhado, Merle tenta de desvencilhar até notar as ferramentas que os outros deixaram, largadas no chão. Ele usa seu cinto na tentativa de alcançar a serra e acaba cortando uma de suas mãos para poder escapar. Merle usou a serra para cortar fora sua mão e depois seguiu para dentro do prédio para cauterizar seu ferimento com um maçarico. Ele mata dois zumbis e sai do prédio. Possivelmente Merle roubou a van que Rick, Glenn, T-Dog e Daryl usaram para retornar à cidade, e com ela foge da cidade.

#### Segunda Temporada
Merle reaparece no sonho de Daryl quando este se machuca. Ele está prestes a desistir de viver quando Merle o persuade a levantar, dizendo que ele tem que ser mais forte. Ele também diz à Daryl para se posicionar perante Rick, até mesmo sugerindo atirar nele e menciona que Rick o algemou e o deixou para morte no telhado da loja de departamentos. Consequentemente, Daryl consegue se recuperar da alucinação que estava sentindo.

#### Terceira Temporada
No episódio "Walk with Me", é apresentado que Merle conseguiu refúgio na cidade de Woodbury e se tornou um dos capagas mais confiáveis do Governador (David Morrissey). Quando um helicóptero com soldados do exército cai próximo à Woodbury, Merle com o Governador e outros vão investigar e lá Merle reencontra Andrea com sua amiga Michonne (Danai Gurira), ambas escondidas. As duas são levadas para Woodbury e Andrea conta o que aconteceu com o grupo do acampamento depois de saírem de Atlanta, dizendo que Daryl continuou com o grupo. Andrea entrega um mapa a Merle para que ele reencontre Daryl. Quando Michonne percebe que Woodbury não é um local seguro, ela vai embora após tentar sem sucesso persuadir Andrea partir também. O Governador então dá ordens secretas para Merle e seus capangas irem atrá de Michonne e matá-la. Michonne mata alguns e foge, mas não antes de levar um tiro na perna disparado por Merle. Depois, Merle encontra Glenn e Maggie (Lauren Cohan) e os leva para Woodbury. Michonne vê tudo e lamenta, seguindo seu caminho. Merle volta para Woodbury e diz para o Governador que matou Michonne e encontrou sobreviventes.
Merle mantém Glenn e Maggie em cativeiro e maltrata Glenn, fazendo com que ele diga o local onde seu irmão Daryl está, mas mesmo assim ele não diz. Quando o grupo de Rick vem até Woodbury para resgatar Glenn e Maggie com Michonne e alguns outros, Merle reencontra seu irmão Daryl, mas o dois são capturados e forçados pela população a lutarem. Rick e Maggie voltam para Woodbury para ajudar a resgatar Daryl. Porém, Merle também é resgatado. Glenn e Michonne se recusam a levar Merle para a prisão com eles enquanto Daryl se recusa a deixar seu irmão novamente. Como resultado, Daryl deixa o grupo de Rick e decide ficar com seu irmão. Depois de ajudar outro grupo de sobreviventes a fugir de um bando de zumbis, Daryl e Merle decidem voltar à prisão. Quando o Governador e vários de seus homens atacam a prisão, matando Axel, destruindo os portões e soltando zumbis no pátio, Rick é encurralado pelos zumbis, mas é salvo por Daryl e Merle.
Uma vez na prisão, Merle tenta se redimir com Michonne, e Carol Peletier (Melissa McBride) questiona se Merle está do lado do grupo ou do Governador, e ele afirma que não sabe de nada em relação a isso. Após um encontro pacífico com o povo de Woodbury, o Governador exigiu Michonne em troca de paz e prevendo corretamente que Rick não teria coragem de manter sua decisão, Merle captura Michonne e sai com ela para encontrar o Governador. Merle e Michonne conversam acerca de suas situações, matam alguns zumbis e discutem sobre que tipo de homem Merle se tornou. Mais tarde, Merle permite que Michonne volte para a prisão e segue em frente. Michonne avisa Daryl que Merle foi atrás do Governador, e ele sai em busca do irmão. Utilizando um som de carro, Merle guia vários zumbis até o local do encontro com o Governador. O som e os zumbis chamam a atenção de Martinez (Jose Pablo Cantillo) e outros capangas do Governador, que começam a atirar contra os zumbis. Escondido em uma casa abandonada, Merle planeja matar o Governador, mas atira acidentalmente em Ben, que morre. Atacado por um zumbi, Merle cai para fora da casa abandonada e Martinez o agride. O Governador mata Merle e mais tarde, enquanto procurava pelo irmão, Daryl encontra-o como um zumbi e destrói sua cabeça, aos prantos.

## Desenvolvimento e recepção
Eric Goldman do IGN não gostou da introdução de Merle, chamando-o de "ridículo". Leonard Pierce do The A.V. Club comentou que "Merle é uma grande chatice no centro do episódio: comportando-se como ninguém e em sua situação jamais faria, seu personagem parece existir por nenhuma outra razão a não ser causar problemas drasticamente convenientes". Em sua análise do episódio, "Tell It to the Frogs", Pierce aponta que, embora Merle seja um idiota racista, ele poderia ter matado todos, em um mundo onde a única diferença real é entre os vivos e os mortos, deixá-lo à beira da separação deixa um gosto amargo na boca de todos.
Michael Rooker teve que perder peso especialmente para seu retorno na terceira temporada, e depois em uma entrevista, ele confirmou que havia perdido 28 kg. Zack Handlen, escrevendo para o The AV Club, comentou que "Merle era um personagem totalmente terrível mas que em seu retorno no terceiro episódio da temporada Walk With Me é, ao mesmo tempo, sem dúvida, um filho da puta e o mais imponente". O escritor de HitFix, Alan Sepinwall comentou que as cenas de Woodbury no "Killer Within" "continua a mostrar que a força de Merle Dixon é mais do que a do Governador", mas a revisão do episódio por Zack Handlen observou que "... as interações de Merle com o Governador introduzem alguma tensão entre eles". Em sua resenha do episódio "Hounded", Handlen observa que as motivações de Merle "parecem se mover um pouco para justificar a história que ele tem que fazer isso, mas provavelmente é intencional, Merle é um cabeça quente, um idiota que pensa que é um líder, então ele vai continuar tomando decisões por impulso até que uma dessas decisões o pegue e isso cause sua morte". Erik Kain, da revista Forbes, descreveu a traição de Merle pelo Governador no final da meia temporada "Made to Suffer" como uma surpresa inesperada.
Em sua crítica de meio de temporada do episódio de estréia da terceira temporada, "The Suicide King", Darren Franich, da Entertainment Weekly, escreveu: "Acho que The Walking Dead tem uma espécie de força na re-introdução de Merle Dixon. Merle acabou de se encontrar com o grupo novamente, considerando a extensão totalmente solitária no novo mundo zumbi em que ele vive". Eric Goldman, da IGN, elogiou especificamente o desempenho de Michael Rooker em "This Sorrowful Life", o episódio final de Merle.46 Zack Handlen chama a última cena do episódio de "uma boa, e leva ao excelente confronto final entre Daryl e o zumbi. Merle e isso compensa demais o público da televisão.